# Richard de Méré
 (septembre 2022).
Richard de Méré, mort le 12 janvier 1131 à Lewes, est un bénédictin normand, douzième abbé du Mont Saint-Michel, de 1123 à 1130.

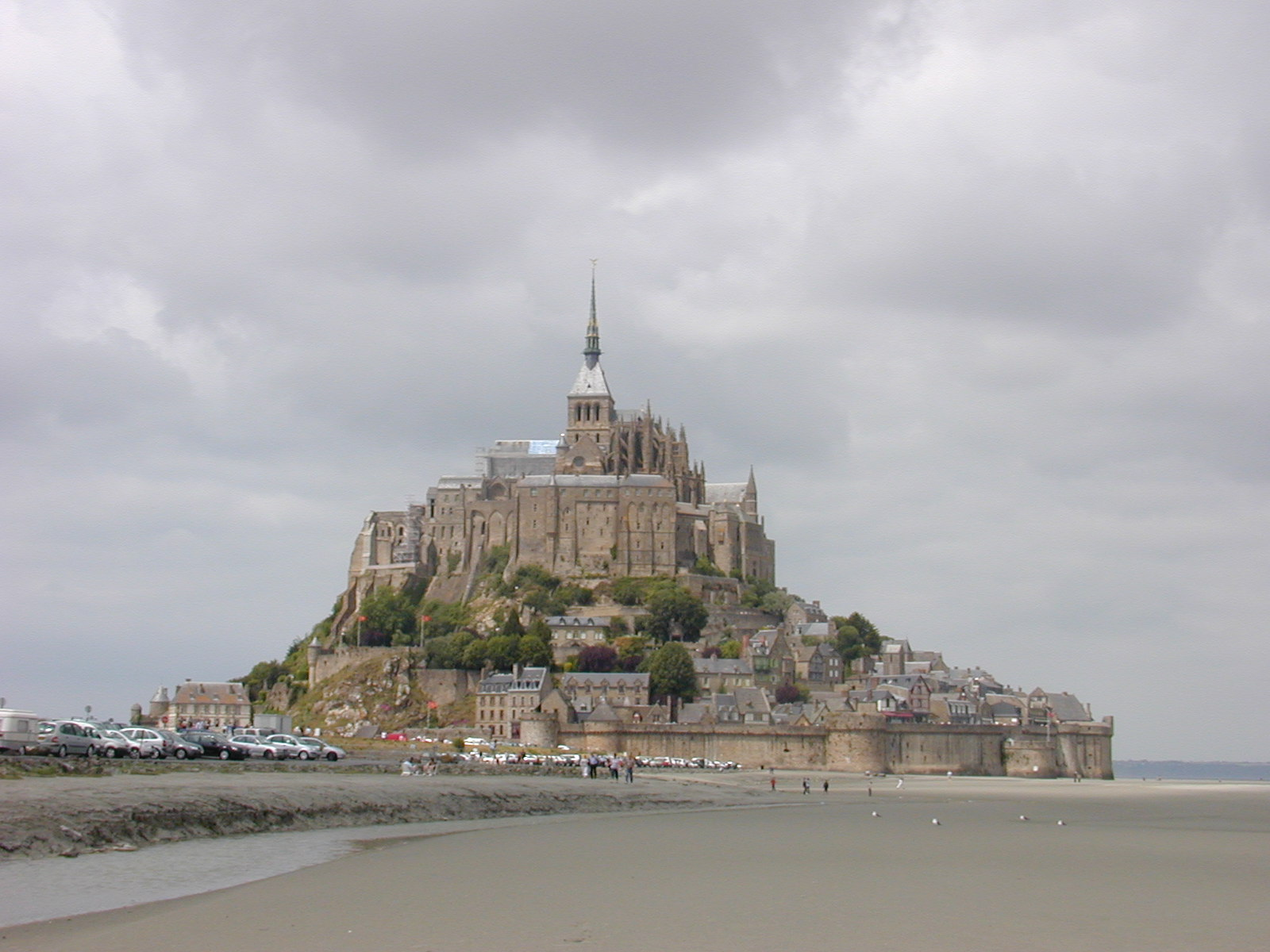
Le mont Saint-Michel.

À la mort du neuvième abbé du Mont Saint-Michel, le duc de Normandie Guillaume, avait gravement mécontenté les moines en nommant de sa propre autorité son propre chapelain, Roger Ier au mépris de la règle de saint Benoît, qui prévoyait l’élection de leur abbé, règle sanctionnée par le duc Richard le Bon lui-même, qui avait procédé à la régénération de l’abbaye en en chassant les chanoines de l’abbatiale pour les remplacer par des bénédictins en 966. Guillaume avait fait de même lorsqu'il avait forcé Roger Ier à résigner sa charge, avant de nommer Roger II à sa place.
Le successeur que Henri donna, de son autorité royale à Roger II, fit encore plus profondément sentir aux religieux de ce monastère la gravité et l’étendue de leur perte : Richard de Mère, qui devait à la noblesse de sa naissance, bien plutôt qu’à la pureté de sa vie, le suffrage de son souverain, ne parut, en effet, au mont Saint-Michel que pour le rendre le théâtre de ses dérèglements. Les revenus de la communauté ne purent suffire aux désordres de sa vie.
Scandalisés par des excès qui compromettaient la fortune de l’abbaye, en l’absorbant par des dettes, les moines déposèrent leurs plaintes aux pieds du roi, et chargèrent de les soutenir le légat du pape, le bienheureux Mathieu, qui de moine de Cluny était devenu évêque d’Albe, et avait changé le camail religieux pour la barrette de cardinal.
Convaincu des excès dont l’accusaient ses religieux, Richard de Mère fut dépouillé des dignités qu’il avait profanées, et relégué à Saint-Pancrace, prieuré de Cluny, où il fut inhumé, à sa mort, vingt-deux ans plus tard.